# Miłość Kasandry
Miłość Kasandry (oryg. fr. Les Amours de Cassandre) – tom wierszy Pierre'a de Ronsarda złożony ze 183 sonetów, opublikowany po raz pierwszy w 1552. 

## Okoliczności powstania utworu
Inspiracją dla powstania cyklu było przypadkowe spotkanie Ronsarda z Kasandrą Salviati, piętnastoletnią córką włoskiego bankiera, do jakiego doszło w czasie balu na zamku królewskim w Blois 21 kwietnia 1545. Ronsard, poeta dworski, był zauroczony piękną dziewczyną, jednak następnego dnia musiał wyjechać z Blois razem z królem. Nigdy więcej nie spotkał Kasandry, która w 1546 wyszła za mąż za Jehana Peigné de Pray. Dodatkowym impulsem dla napisania na cześć Salviati cyklu sonetów była publikacja w 1549 Oliwii du Bellaya, tomu utrzymanego w duchu petrarkizmu, który stał się początkiem ogromnej popularności tego nurtu poetyckiego we Francji. Chociaż formalnie adresatką sonetów była tytułowa Kasandra, w rzeczywistości - podobnie jak du Bellay i Petrarka - Ronsard opiewał miłość idealną, przypisując opisywanej kobiecie wyłącznie pozytywne cechy, gloryfikując wszystko, co z nią związane.  

## Treść i forma
Ronsard opiewa w Miłości Kasandry platoniczne uczucie anonimowego podmiotu lirycznego do tytułowej bohaterki. Opisując jej wyjątkową urodę, posługuje się metaforami, antytezami, epitetami, peryfrazami, porównuje wybrane cechy wyglądu Kasandry do drogich kamieni, zjawisk naturalnych, odwołuje się do mitologii greckiej i rzymskiej. Podmiot liryczny cyklu - człowiek bez wzajemności zakochany w Kasandrze - zostaje przedstawiony jako osoba miotana sprzecznymi uczuciami: poczuciem zniewolenia przez osobę, którą beznadziejnie kocha, oraz szczęściem, jakie przynosi mu sam jej widok. Granica między autentycznymi uczuciami poety - niemogącego się ożenić, zakochującego się w kolejnych nieosiągalnych kobietach - a jego świadomym zamiarem stworzenia cyklu zbliżonego w treści i formie do innych tomów wierszy naśladujących Canzoniere Petrarki jest trudna do nakreślenia. 
Miłość Kasandry przyczyniła się do utrwalenia formy tzw. sonetu regularnego oraz zasady naprzemiennego stosowania rymów męskich i żeńskich. Miało to, zgodnie z zaleceniami Obrony i uświetnienia języka francuskiego, podnieść melodyjność całości. 
Miłość Kasandry stanowi część cyklu poezji miłosnej Ronsarda, którego pozostałymi komponentami są Kontynuacja Miłości, Nowa kontynuacja Miłości oraz Sonety dla Heleny. 